# Brachygobius
Genre
Brachygobius (synonyme de Hypogymnogobius) est un genre de poissons regroupant 8 des nombreuses espèces de gobies appelées Poissons bourdons.

## Description
Ce sont de petits poissons, mesurant de 1,4 à 5 cm. Ils sont généralement noirs rayés d'orange, ce qui leur a valu leur nom de Poissons bourdons.

## Habitat et répartition
On trouve les espèces de ce genre en Asie du Sud-Est : au Cambodge, en Thaïlande, en Malaisie, en Indonésie, etc.
Ces poissons sont aussi appréciés en aquarium.

## Liste d'espèces
Selon World Register of Marine Species (17 déc. 2015) :
- Brachygobius aggregatus Herre, 1940
- Brachygobius doriae (Günther, 1868) — Poisson-abeille de Doria
- Brachygobius kabiliensis Inger, 1958
- Brachygobius nunus Hamilton, 1822
- Brachygobius sabanus Inger, 1958
- Brachygobius sua Smith, 1931
- Brachygobius xanthozonus (Bleeker, 1849) — Gobie abeille

Selon ITIS (17 déc. 2015) :
- Brachygobius aggregatus Herre, 1940
- Brachygobius doriae (Günther, 1868) — Poisson-abeille de Doria
- Brachygobius kabiliensis Inger, 1958
- Brachygobius mekongensis Larson & Vidthayanon, 2000
- Brachygobius nunus (Hamilton, 1822)
- Brachygobius sabanus Inger, 1958
- Brachygobius xanthomelas Herre in Herre & Myers, 1937
- Brachygobius xanthozonus (Bleeker, 1849) — Gobie abeille